# Salvador Laurel
Salvador „Doy“ Hidalgo Laurel (* 18. November 1928 in Tanauan City, Provinz Batangas, Philippinen; † 27. Januar 2004 in Atherton, Kalifornien, USA) war ein philippinischer Politiker.

## Leben
Laurel entstammte einer einflussreichen Politikerfamilie der Philippinen. Sein Vater José P. Laurel war Präsident der Philippinen, sein älterer Bruder Jose B. Laurel, Jr. war Sprecher des Repräsentantenhauses, während sein jüngerer Bruder Sotero H. Laurel Senator war.
Er war langjähriges Mitglied der Nacionalista Party, einer der ältesten Parteien des Landes, und zeitweise Senator. Als solcher war er auch Freund des 1983 ermordeten Führers der Opposition, Benigno Aquino, Jr. Nach dessen Tod wurde er Vorsitzender von zwölf vereinigten Oppositionsparteien UNIDA. In dieser Funktion sprach er sich auch indirekt für ein Ende der Hilfen der Vereinigten Staaten von Amerika aus, da diese die Herrschaft von Präsident Ferdinand Marcos einziger Halt sei.
Laurel verzichtete im Februar 1986 zugunsten von Corazon Aquino auf die Kandidatur bei den Präsidentschaftswahlen und kandidierte stattdessen als deren Vizepräsident. Nachdem es bei den Wahlen Anfang 1986 zu Wahlmanipulationen zu Gunsten des amtierenden Präsidenten Ferdinand Marcos gekommen war, führte dies zur EDSA-Revolution, die sich durch gewaltloser Proteste auszeichnete und zu einer Massenbewegung des Volkes wurde, diese führte letztlich zur Flucht von Diktator Marcos am 25. Februar 1986 in die USA.
Laurel wurde daraufhin am 25. Februar 1986 Vizepräsident und war zugleich vom 25. Februar bis zum 25. März 1986 Premierminister sowie von 1986 bis 1987 Außenminister. Das Amt des Vizepräsidenten bekleidete er bis zum Ende von Aquinos Amtszeit am 30. Juni 1992.
Später stellte er sich gegen die Präsidentin als Vorsitzender der Nacionalista Party. Als solcher wurde er 1992 deren Kandidat bei den Präsidentschaftswahlen. Er unterlag jedoch dem für die Lakas-Christian Muslim Democrats kandidierenden ehemaligen Generalleutnant Fidel Ramos.
Im März 2003 wurde gegen ihn Anklage wegen des Verdachts der Bestechung in Fällen aus den Jahren 1996 bis 1997 erhoben. Im Juni 2003 wurde ihm jedoch gestattet sich aus Gesundheitsgründen einer medizinischen Behandlung in den USA zu unterziehen, wo er einige Monate später verstarb.